# Biville (Manche)
Biville és un municipi delegat al departament de la Manche (regió de Normandia). L'1 de gener de 2017 fou un dels municipis que s'agregaren al municipi nou de La Hague. L'any 2007 tenia 522 habitants.

## Toponímia
El nom de la localitat consta sota les formes Buistot villa entre 1013 i 1020; Buistotvilla cap al 1020 i Boivilla el 1062; Buevilla cap al 1080; Boevilla al segle xiii; Buievilla cap al 1280; Buievilla l'any 1251; Boevilla el 1278 i el 1279; Biville al segle XV.
Biville prové de l'antropònim anglosaxóBoia, un dels més comuns en la toponímia normanda, i de l'antic francès ville, el significat original del qual era “domini rural”. Aquest últim ha substituït aquí el seu equivalent escandinau topt, simplificat a tot. Literalment, la vila de Boia.

## Demografia
El 2007 la població de fet de Biville era de 522 persones. Hi havia 184 famílies de les quals 35 eren unipersonals (9 homes vivint sols i 26 dones vivint soles), 48 parelles sense fills, 83 parelles amb fills i 18 famílies monoparentals amb fills.
La població ha evolucionat segons el següent gràfic:

### Habitatges
El 2007 hi havia 210 habitatges, 187 eren l'habitatge principal de la família, 18 eren segones residències i 5 estaven desocupats. 192 eren cases i 14 eren apartaments. Dels 187 habitatges principals, 143 estaven ocupats pels seus propietaris, 43 estaven llogats i ocupats pels llogaters i 1 estava cedit a títol gratuït; 3 tenien una cambra, 11 en tenien dues, 19 en tenien tres, 51 en tenien quatre i 103 en tenien cinc o més. 135 habitatges disposaven pel capbaix d'una plaça de pàrquing. A 64 habitatges hi havia un automòbil i a 112 n'hi havia dos o més.

### Piràmide de població
La piràmide de població per edats i sexe el 2009 era:
| Homes | Edats   | Dones |
| ----- | ------- | ----- |
| 0     | 95 o +  | 0     |
| 0     | 90 a 94 | 0     |
| 0     | 85 a 89 | 0     |
| 0     | 80 a 84 | 4     |
| 4     | 75 a 79 | 0     |
| 0     | 70 a 74 | 4     |
| 8     | 65 a 69 | 4     |
| 16    | 60 a 64 | 8     |
| 8     | 55 a 59 | 12    |
| 0     | 50 a 54 | 4     |
| 16    | 45 a 49 | 12    |
| 28    | 40 a 44 | 20    |
| 16    | 35 a 39 | 28    |
| 16    | 30 a 34 | 12    |
| 0     | 25 a 29 | 20    |
| 0     | 20 a 24 | 4     |
| 36    | 15 a 19 | 28    |
| 12    | 10 a 14 | 28    |
| 28    | 5 a 9   | 8     |
| 20    | 0 a 4   | 0     |

## Economia
El 2007 la població en edat de treballar era de 352 persones, 258 eren actives i 94 eren inactives. De les 258 persones actives 227 estaven ocupades (126 homes i 101 dones) i 31 estaven aturades (8 homes i 23 dones). De les 94 persones inactives 26 estaven jubilades, 37 estaven estudiant i 31 estaven classificades com a «altres inactius».

### Ingressos
El 2009 a Biville hi havia 194 unitats fiscals que integraven 568 persones, la mediana anual d'ingressos fiscals per persona era de 16.117 €.

### Activitats econòmiques
Dels 6 establiments que hi havia el 2007, 2 eren d'empreses de fabricació d'altres productes industrials, 3 d'empreses d'hostatgeria i restauració i 1 d'una empresa financera.
Dels 3 establiments de servei als particulars que hi havia el 2009, 1 era un taller de reparació d'automòbils i de material agrícola i 2 restaurants.
L'any 2000 a Biville hi havia 23 explotacions agrícoles que ocupaven un total de 348 hectàrees.

## Equipaments sanitaris i escolars
El 2009 hi havia una escola elemental integrada dins d'un grup escolar amb les comunes properes formant una escola dispersa.

## Poblacions properes
El següent diagrama mostra les poblacions més properes.